# (7211) Xerxes
(7211) Xerxes ist ein Asteroid des mittleren Hauptgürtels, der am 25. März 1971 von dem niederländischen Astronomenehepaar Cornelis Johannes van Houten und Ingrid van Houten-Groeneveld entdeckt wurde. Die Entdeckung geschah im Rahmen des First Trojan-Surveys, bei der von Tom Gehrels mit dem 120-cm-Oschin-Schmidt-Teleskop des Palomar-Observatoriums aufgenommene Feldplatten an der Universität Leiden durchmustert wurden.
Der mittlere Durchmesser des Asteroiden wurde mit 6,393 (±0,089) km berechnet.
(7211) Xerxes ist nach Xerxes I. (* um 519 v. Chr., † 465 v. Chr.) benannt, einem  achämenidischen Großkönig und ägyptischen Pharao, der von 486 bis 465 v. Chr. regierte. Nach anfänglichen Erfolgen bei den Thermopylen im Kampf gegen Leonidas erlitt sein Vielvölkerheer in der Seeschlacht von Salamis gegen die von Themistokles geführte griechische Flotte eine entscheidende Niederlage
Der Asteroid gehört zur Gefion-Familie, einer Gruppe von Asteroiden des mittleren Hauptgürtels, die nach (1272) Gefion benannt wurde. Früher wurde die Gruppe auch als Ceres-Familie bezeichnet (nach (1) Ceres, Vincenzo Zappalà 1995) und Minerva-Familie (nach (93) Minerva, AstDyS-2-Datenbank).